# Laurie Chan
Pour les articles homonymes, voir Chan.
Laurie Chan Hok Si (chinois : 陳學仕), dit Laurie Chan, né le 6 avril 1965, est un homme politique et diplomate salomonais.

## Biographie
Son grand-père maternel Lu Szu-chang est originaire de Guangdong, participe à la guerre civile chinoise du côté des nationalistes du Kuomintang et devient secrétaire de Tchang Kaï-chek. Laurie Chan nait dans ce qui est alors la colonie britannique des Îles Salomon peu après que sa mère y a émigré depuis Taïwan. Son père, Sir Thomas Chan, devient « un homme d'affaires prééminent à Honiara », et Laurie Chan entre lui aussi dans le milieu des affaires.
Il entre au Parlement national comme député de la circonscription de Guadalcanal-ouest aux élections législatives de 2001. En mars 2002, le Premier ministre Sir Allan Kemakeza limoge son ministre des Finances Michael Maina et nomme Laurie Chan à sa place. Il annule la dévaluation du dollar salomonais décidée par son prédécesseur ; le pays à cette date est en crise, une partie du pays étant en proie à des milices ethniques. En décembre 2002, introduisant au Parlement le budget du gouvernement, Laurie Chan appelle à ce que cessent les paiements illégaux octroyés aux milices qui contrôlent de fait la police, et demande de la transparence dans les dépenses publiques. Peu après, des policiers d'une force spéciale chargée de restaurer l'ordre saccagent des locaux du ministère de la Police et pillent un commerce adjacent, pour faire pression sur le gouvernement pour obtenir des paiements supplémentaires. Le gouvernement Kemakeza cède aux menaces de la police et leur verse l'argent demandé, ce qui amène Laurie Chen à démissionner du ministère des Finances pour marquer son désaccord. Il est transféré au poste de ministère des Affaires étrangères, tandis que Snyder Rini lui succède aux Finances,.
Début 2003, face aux violences des milices et à une situation d'État en déliquescence, le gouverneur général John Lapli appelle à l'aide les pays voisins. Commence alors la Mission régionale d'assistance aux Îles Salomon (RAMSI), menée notamment par l'Australie. Elle est saluée par Laurie Chan qui, en tant que ministre des Affaires étrangères, explique en octobre à l'Assemblée générale des Nations unies qu'elle a « brisé le règne des gangsters et des chefs de guerre », rétabli l'ordre et l'État de droit, ainsi que permis d'assainir les finances publiques et d'entamer une lutte contre la corruption. En 2005 il fait toutefois remarquer que l'économie des Îles Salomon a tellement souffert de cette crise qu'il faudra vingt ans au pays avant que les Salomonais ne retrouvent le niveau de revenus moyens qu'ils avaient en 1995. En octobre 2003, il est reçu par le président de Taïwan, Chen Shui-bian, dans le cadre d'une réaffirmation des relations diplomatiques entre les deux pays.
Il conserve son siège de député aux élections législatives de 2006, et le nouveau Premier ministre Snyder Rini le reconduit au poste de ministre des Affaires étrangères. Des émeutes éclatent toutefois à Honiara contre l'élection du gouvernement Rini, les émeutiers pillant et incendiant le quartier chinois de la ville pour protester contre ce qu'ils perçoivent comme l'influence d'hommes d'affaires chinois sur le gouvernement. Les soldats de la RAMSI mettent fin aux violences, mais le Parlement destitue le gouvernement Rini. Quelques mois plus tard, la justice révèle un complot qui visait à assassiner Allan Kemakeza, Laurie Chan, Snyder Rini et le ministre des Finances Peter Boyers durant les émeutes ; les députés Nelson Ne'e et Charles Dausabea (en) sont soupçonnés d'avoir participé à ce complot.
En mai 2009, le Premier ministre Derek Sikua nomme Laurie Chan ministre de la Justice, remplaçant Toswell Kaua (en) qui quitte le gouvernement pour des raisons de santé. En avril 2010, il est l'un des cinq ministres (avec Snyder Rini, Gordon Darcy Lilo, Selwyn Riumana et Nollen Len) limogés par le Premier ministre Sikua, qui les accuse d'avoir voulu « saboter » son projet de loi de consolidation des partis politiques, projet qui vise à renforcer la lutte contre la corruption et contre l'instabilité politique. 
En octobre 2011, il succède à Victor Ngele comme ambassadeur des Îles Salomon à Taïwan. En août 2014, il démissionne de cette fonction afin de se porter candidat aux élections législatives de 2014, auxquelles il est toutefois battu dans la circonscription de Guadalcanal-ouest.
Son fils Marcus Chan devient en 2018 milieu de terrain pour l'équipe de Îles Salomon des moins de 20 ans de football (en), participant au championnat d'Océanie de football des moins de 19 ans 2018 où le pays termine quatrième,,.